# 池成浩

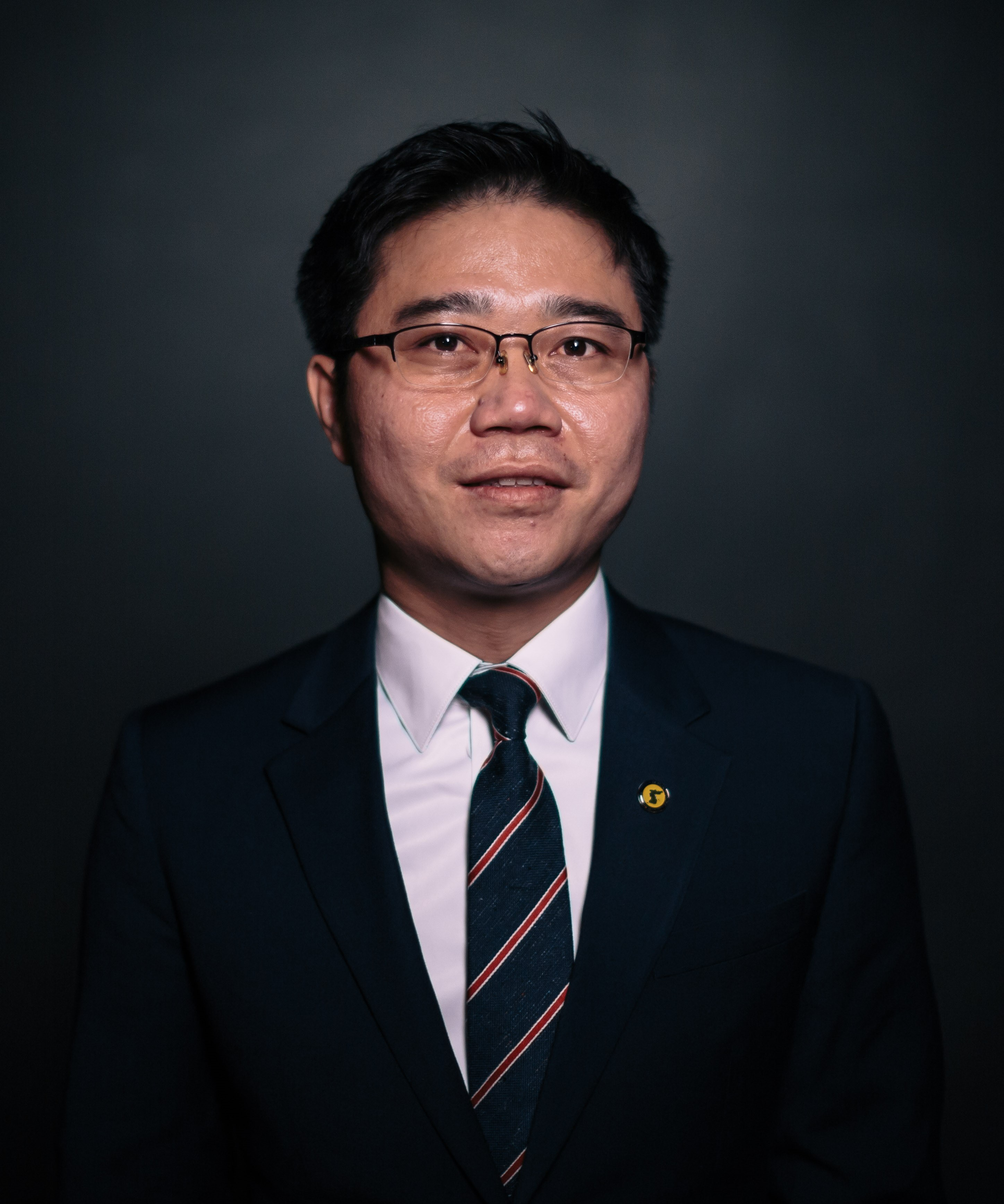
2018年

池 成浩（チ・ソンホ、朝鮮語: 지성호、1982年4月3日 - ）は、韓国在住の脱北者、北朝鮮人権活動家。未来統合党・国民の力所属の第21代韓国国会議員（比例代表）でもあった。東国大学校卒業。 

## 概要
1982年4月3日、咸鏡北道会寧市で生まれた。1996年の苦難の行軍の間に、生活苦で石炭を盗んだ時に、列車に轢かれて左の手と左の足が切断されて重度身体障害者となった。2006年に松葉杖をついて脱北し、中国経由で韓国に入国した。現在は義手と義足を使用している。 
2010年、北朝鮮人権団体NAUHを設立し、北朝鮮の住民数百人を脱北させた。2018年1月、ワシントンD.C.で開催されたドナルド・トランプ米国大統領の国政演説に参加し、北朝鮮の人権の深刻性を全世界に知らせた。以後、北朝鮮の人権運動家として活動。2020年4月、第21代総選挙で未来統合党の比例代表衛星政党、未来韓国党所属の国会議員に当選した。 
国会議員退任後の2024年8月に尹錫悦大統領により咸鏡北道知事に任命されたが、すぐに2018年から2020年まで、代表を務めたNAUHから28億ウォン以上の寄付金を登録せずに受け取った事件が発覚し、9月に2000万ウォンの罰金刑を言い渡された。 

## 論争
2020年4月21日に米国CNNによる金正恩健康異常説がなされた後、5月1日に「北朝鮮の金正恩国務委員長の死亡を99％確信している」と主張した。ただし、その後に金正恩がリン肥料工場を視察するニュースが出回ったため、池成浩は不適切な情報をもとに、国民に混乱を与えたとして謝罪した。